# Ponteix
Ponteix es un pueblo canadiense situado en la provincia de Saskatchewan.

## Superficie
Ponteix tiene una superficie de 1,19 km².

## Demografía
En 2021, tenía 577 habitantes, una densidad poblacional de 485,2 hab./km², y 276 viviendas.